# 101 dàlmates
101 dàlmates (títol original en anglès: One Hundred and One Dalmatians) és una pel·lícula estatunidenca de 1961, la dissetena animada de Walt Disney Pictures. Dirigida per Clyde Geronimi, Hamilton Luske i Wolfgang Reitherman, i produïda per Walt Disney, està basada en la novel·la infantil The Hundred and One Dalmatians, de Dodie Smith (1956). Es va estrenar en català als cinemes l'any 1995, cosa que la va convertir en el primer doblatge de Walt Disney en català.
Narra la història de Pongo, un gos dàlmata que forma una família amb Perdita, una gossa de la seva mateixa raça, al mateix temps que uneix els seus dos amos, Roger i Anita. Poc després, la parella canina porta al món a un grup de 15 cadells que es converteixen en l'objectiu de la malvada Cruel·la de Vil, ja que amb ells tindrà els 99 que vol per a fer un munt d'abrics de pell.

## Argument[6]
Pongo i Roger són dos solters que viuen en un petit apartament de Londres. Pongo creu que ja és hora que tots dos trobin parella. Treu el cap per la finestra i veu per primera vegada Perdita i Anita, una gossa i la seva mestressa . Li semblen una bona opció, avança el rellotge a les 5:00 pm i aconsegueix sortir a passejar al parc on es coneixen i després es casen. Al cap de poc es muden a una nova casa on reben la visita de Cruel·la de Vil, que anhela el naixement dels cadells de la parella canina. Els cadells neixen una nit plujosa; Cruel·la ve i tracta de comprar-los, però no hi accedeixen, motiu pel qual ella se'n va disgustada prometent venjar-se.
Una tarda, quan les dues parelles surten al parc, deixen als cadells amb la Nanny. Més tard es presenten dos homes molt estranys que entren a la casa i roben els cadells. Això preocupa molt a Pongo i a Perdita i els humans inicien la seva investigació, sense esbrinar res. Llavors Pongo i Perdita surten de casa seva a la recerca dels seus fills amb l'ajuda de l'udol del capvespre, arriben al lloc on estaven segrestats i els salven, mentre s'emporten també 84 cadells més que tenia Cruel·la per fer els seus abrics de pell de dàlmata.
De camí cap a casa, travessen un riu congelat, arriben a una granja i després a un petit poble on escapen de Cruel·la coberts de sutge per semblar labradors. Se'n van en un camió, però Cruel·la els persegueix amb el seu cotxe, fins que el xoc entre el seu vehicle i el camió dels dos lladregots aconsegueix aturar-la. Al final, arriben a Londres sans i estalvis, sent ara 101 dàlmates. Roger i Anita decideixen comprar una casa més gran i viure tots junts.

## Mètode d’animació innovador
A inicis dels anys 50, el procés creatiu de creació d'una pel·lícula d'animació de Disney era, encara que amb bons resultats, molt complex, lent i en conseqüència costós.
El procés passava per 3 fases; el disseny dels personatges, la seva animació, on es dibuixava a llapis cada fotograma que es veuria posteriorment en la pel·lícula (per tant, la fluïdesa de la pel·lícula es veia directament relacionada amb la quantitat de fotogrames, la qual es va acabar instaurant en 12 fps) i, finalment, la pintura dels personatges, on el tintador repassava les línies dels dibuixos en una làmina transparent (i en conseqüència s'eliminaven totes les línies innecessàries, com aquelles que els il·lustradors havien usat per al “sketching” del dibuix); el colorista usava la mateixa làmina del tintador i li donava color als dibuixos prèviament repassats. Aquesta làmina transparent es posava davant dels fons, que es dibuixaven a part, i d'aquesta manera s'eliminava la necessitat d'haver de dibuixar en cada fotograma tot el fons.
Tot aquest procés era lent, per exemple, una pel·lícula d'1 hora i 10 minuts (als seus respectius 12 fps) constava de 50.400 dibuixos, la qual cosa suposava un gran cost per a la companyia. Així i tot, durant molts anys Disney va poder dur a terme aquesta tècnica costosa a causa dels beneficis que generaven les pel·lícules. Però després de la pel·lícula "La Bella Dorment", Disney va haver de reduir el pressupost, ja que va generar pèrdues d'1 milió de dòlars en taquilla.
Amb aquesta situació econòmica “desfavorable”, Disney decideix usar una nova tècnica per al seu següent film (101 dàlmates), anomenada mètode Xerox.
Aquest mètode funcionava de forma semblant al procés d'una fotocopiadora, ja que consistia a copiar l'esbós de l'il·lustrador directament a la làmina transparent amb una fotocopiadora. Per tant, s'eliminava el procés de tintat, la qual cosa comportava, d'una banda, que l'esbós de l'il·lustrador seria l'acolorit i el que es veuria en el film definitiu, i d'altra banda, que es continuarien veient les línies de treball que usaven en les il·lustracions, la qual cosa donaria una imatge final més descurada.
A l'inici, aquest mètode no va agradar a la direcció creativa de Disney,  ja que no respectava els estàndards d'imatge de la marca, per la qual cosa es va publicar un comunicat intern als il·lustradors perquè netegessin els seus dibuixos abans de passar-los per la làmina transparent. Això també va provocar que diversos becaris comencessin a treballar exclusivament en netejar les imatges dels il·lustradors, la qual cosa va comportar conflictes interns entre becaris i il·lustradors, ja que aquests últims es queixaven que eliminaven traços importants dels dibuixos.
Tot aquest procés provoca diverses conseqüències en el resultat final; d'una banda, pel fet que no tots els fotogrames van ser netejats pels becaris i a la pel·lícula trobem un gran contrast de qualitat entre imatges que estan, fins i tot, una seguida de l'altra. D'altra banda, aquesta estètica "descurada" va haver d'estar acompanyada d'uns fons igualment "descurats". I finalment, aquest procés va provocar el descontentament de Walt Disney a qui, tot i veient que el pressupost de creació de la pel·lícula es va reduir a la meitat, no li va agradar el resultat final, i va decidir que no es tornaria a utilitzar aquest mètode en les pel·lícules de Disney perquè no respectava a l'estètica clàssica i neta que havien tingut fins llavors les animacions.

## Repartiment
La pel·lícula es va doblar al català l'any 1995 per l'estudi Sonoblok, sota la direcció de Maifé Gil que també va fer d'ajustadora. La traducció va anar a càrrec de Joan Mateu i David Arnau va ser l'assessor lingüístic.
| Personatge              | Actor original                 | Actor de doblatge     |
| ----------------------- | ------------------------------ | --------------------- |
| Pongo                   | Rod Taylor                     | Jordi Brau            |
| Perdita                 | Cate Bauer                     | Belén Roca            |
| Perdita                 | Lisa Daniels (veu addicional)  | Belén Roca            |
| Roger Radcliffe         | Ben Wright, Bill Lee (cantant) | Salvador Vives        |
| Anita Radcliffe         | Lisa Davis                     | Marta Barbarà         |
| Cruel·la De Vil         | Betty Lou Gerson               | Roser Cavallé         |
| Horace Badun            | Fredrick Worlock               | Adrià Frias           |
| Nanny                   | Martha Wentworth               | Marta Martorell       |
| Coronel                 | J. Pat O'Malley                | Manuel Lázaro         |
| Towser                  | Tudor Owen                     | Enric Arquimbau       |
| Lucy                    | Martha Wentworth               | Maria del Mar Tamarit |
| Collie                  | Tom Conway                     | Oriol Rafel           |
| Danny                   | George Pelling                 | Joan Carles Gustems   |
| Jasper Badun            | J. Pat O'Malley                | Miquel Cors           |
| Capità                  | Thurl Ravenscroft              | Joan Crosas           |
| Sergent Tibs            | David Frankham                 | Xavier Fernández      |
| Patch                   | Mickey Maga                    | Masumi Mutsada        |
| Lucky                   | Mimi Gibson                    | Ana Pallejà           |
| Penny                   | Sandra Abbott                  | Elisabet Bargalló     |
| Presentador del concurs | Tom Conway                     | Jordi Estadella       |
| Locutor de televisió    | Ramsay Hill                    | Oriol Rafel           |

## Continuacions
En 2003 es va produir la seqüela 101 Dalmatians II: Patch's London Adventure directament en vídeo. En 1996 es va produir 101 Dalmatians en imatge real, protagonitzada per Glenn Close com Cruel·la de Vil. A diferència de la pel·lícula original, cap dels animals tenia veus parlants en aquesta versió, i el seu èxit als cinemes va portar a 102 Dalmatians, estrenat el 22 de novembre de 2000, i a Cruella, protagonitzada per Emma Stone en 2021.